# Luis Robson
Robson, właśc. Luis Robson Pereira da Silva (ur. 21 września 1974 w Volta Redonda w stanie Rio de Janeiro, Brazylia) – brazylijski piłkarz, grający na pozycji napastnika.

## Kariera piłkarska

### Kariera klubowa
Wychowanek klubu Matsubara, w którym rozpoczął karierę piłkarską. Potem występował w brazylijskich klubach Sorriso, Mogi Mirim EC, Paraguaçuense, Goiás EC i Corinthians Paulista. W 1996 wyjechał za ocean, gdzie podpisał kontrakt z portugalskim União Leiria. Na początku 1997 grał na zasadach wypożyczenia w brazylijskim Ferroviário, a latem 1997 przeniósł się do rosyjskiego Spartaka Moskwa. W pierwszej połowie 2002 grał w japońskim Consadole Sapporo, a po wygaśnięciu kontraktu podpisał kontrakt z francuskim FC Lorient. W 2005 powrócił do Brazylii, gdzie został piłkarzem Marília. Po występach w XV de Novembro zakończył karierę piłkarską w chińskim Shanghai Stars.

## Sukcesy i odznaczenia

### Sukcesy klubowe
- mistrz Rosji: 1997, 1998, 1999, 2000, 2001
- zdobywca Pucharu Rosji: 1998

### Sukcesy indywidualne
- wybrany do listy 33 najlepszych piłkarzy roku w Rosji: Nr 2 (2000)